# King (galamb)

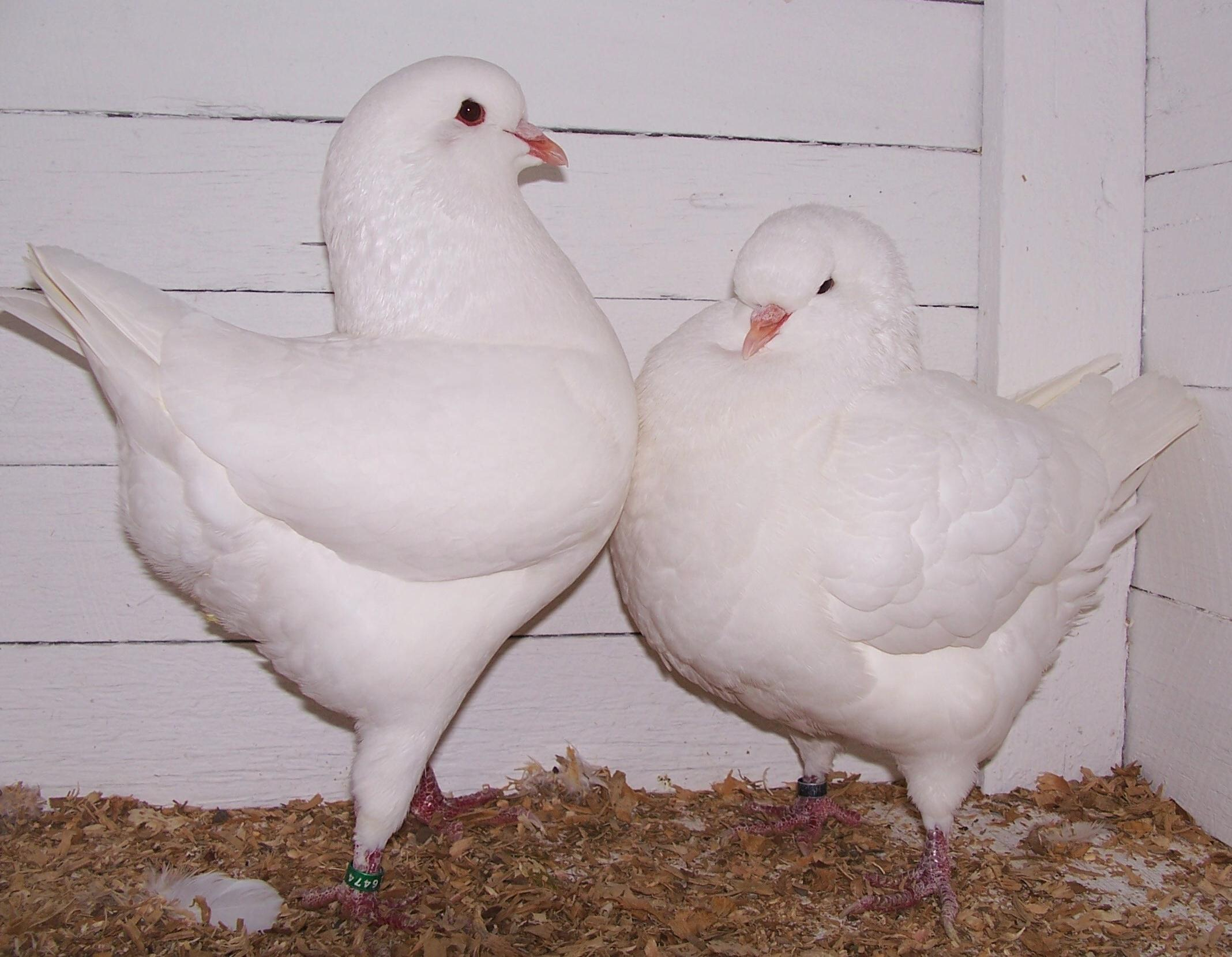
Fehér king galambok

A king egy amerikai galambfajta.

## Fajtatörténet
Amerikában tenyésztették ki az 1890-es években. A tenyésztéshez felhasználták a duches, az amerikai óriásposta, a máltai és a runt fajtákat.

## Leírása
Nagy, gömbölyített, rövid testű, széles mellű fajta.Testhossza a melltől a farok végéig 24,13cm, magassága 29,85cm, 13,97cm széles.Testsúlya legalább 850g.Gyűrűnagyság 10mm.

## Fordítás
- Ez a szócikk részben vagy egészben  a   King pigeon című angol Wikipédia-szócikk fordításán alapul.  Az eredeti cikk szerkesztőit annak laptörténete sorolja fel. Ez a jelzés csupán a megfogalmazás eredetét és a szerzői jogokat jelzi, nem szolgál a cikkben szereplő információk forrásmegjelöléseként.